# 二進位大型物件
二進位大型物件（英語： binary large object，縮寫為），在資料庫管理系統中，將二進位資料儲存為一個單一個體的集合。Blob通常是影像、聲音或多媒體檔案。
它由迪吉多公司的工程師吉姆·史塔基（Jim Starkey）發明。
常作為專有軟體（英語：proprietary software）的資料儲存型式，其格式由軟體開發者自訂，且非人類可讀（英語：non-human-readable）的特性，使其在存儲、流通上達到閉源效果。